# Eva Houston
Pour les articles homonymes, voir  Houston.
Eva Houston, née le 24 janvier 2001, est une athlète handisport américaine. Elle est médaillée de bronze au 800 m en catégorie T34 pour les athlètes en fauteuil roulant au niveau mondial (2023) et paralympique (2024).

## Biographie
Eva Houston est atteinte de paralysie cérébrale. Elle pratique le basket-ball en fauteuil roulant et le softball avant de passer au sprint. Elle participe aux Jeux paralympiques de 2020 de Tokyo où elle se classe 6e au 800 m et 8e au 100 m. Elle participe ensuite aux championnats du monde 2023 de Paris dans ces deux disciplines et obtient la médaille de bronze au 800 m.
Aux Jeux paralympiques de 2024 de Paris, elle prend aussi la médaille de bronze sur la même distance du 800 m en terminant troisième derrière les britanniques Hannah Cockroft, championne paralympique, et Karé Adenegan médaillée d'argent,. Elle participe aussi au 100 m où elle termine quatrième.